# Don’t Be Afraid of the Dark (2010)

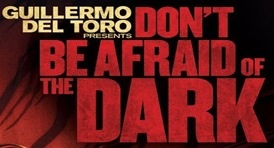
Logo des Films

Don’t Be Afraid of the Dark (englisch für ‚Keine Angst vor der Dunkelheit‘) ist ein Dark-Fantasy-Horrorfilm von Troy Nixey aus dem Jahr 2010. Die Hauptrollen spielen Bailee Madison, Katie Holmes und Guy Pearce. Der Film feierte seine Premiere am 6. November 2010 beim Virginia Film Festival und kam am 26. August 2011 in die Kinos. Am 3. Mai 2012 wurde der Film in Deutschland auf DVD veröffentlicht.

## Handlung
Im Blackwood Manor-Anwesen in Providence County, Rhode Island, ruft der bekannte Maler Lord Emerson Blackwood im 19. Jahrhundert seine Haushälterin in den Keller, in dem er ihr zuvor eine Stolperfalle gestellt hat. Anschließend ermordet er sie auf brutale Weise und entfernt ihre Zähne, die er einigen mysteriösen Kreaturen zusammen mit seinen eigenen Zähnen in einer Aschegrube eines alten Kamins darbringt. Die Kreaturen lehnen sein Opfer jedoch mit der Bemerkung ab, sie verlangten nur Zähne von Kindern, woraufhin Lord Blackwood sie anfleht, seinen Sohn freizulassen. Daraufhin wird er von den Kreaturen in die Aschegrube gerissen.
Die achtjährige Sally Hurst aus Los Angeles kommt mit ihrem Vater Alex Hurst und dessen Freundin Kim Raphael in Blackwood Manor an. Alex und Kim sollen das Anwesen für einen Klienten restaurieren, der es anschließend verkaufen möchte. Sally ist traurig, da ihre Mutter sie gegen ihren Willen zwingt, mit ihrem Vater zu leben, und sie diesbezüglich auch angelogen hat. Von ihrer Mutter bekam sie Adderall, ein ADHS-Medikament. In der folgenden Nacht erwachen die Kreaturen in der Aschegrube. Tags danach hört Sally sie ihren Namen rufen und folgt den Stimmen in den Garten, wo sie ein Oberlicht eines Kellers entdeckt. Der Hausmeister Harris erwischt sie jedoch, woraufhin sie Alex und Kim auf den Keller aufmerksam macht. Zusammen finden sie in der Eingangshalle des Hauses eine hohle Wand, hinter der sich eine verzierte Tür befindet. Diese führt zum alten Keller des Emerson Blackwood, in dem Sally nun einen versiegelten Kamin findet, über dem in Runen „Be afraid“ geschrieben steht.
Sally öffnet die Feuerstelle heimlich und findet einige der Zähne der ehemaligen Haushälterin. In der folgenden Nacht stehlen die Kreaturen aus dem Kamin den Rasierer von Alex, mit dem sie Kims Kleider zerstören. Alex gibt Sally die Schuld und nimmt ihr eine Silbermünze aus dem 19. Jahrhundert ab, welche sie unter ihrem Kopfkissen gefunden hatte, nachdem die Zähne der Haushälterin von dort verschwunden waren. Sally begibt sich ein zweites Mal in den Keller, um mit den Kreaturen zu reden, wird jedoch von Mr. Harris erwischt, welcher sie aus dem Keller schickt. Bei dem Versuch, den Kamin wieder zu schließen, greifen die Kreaturen ihn an und verletzen ihn schwer. Mrs. Underhill hört seine Schreie und ruft einen Krankenwagen. Harris schafft es, die Kreaturen mit seiner Lampe zu verscheuchen und Sally muss mit ansehen, wie er sich in die Eingangshalle schleppt und dort ohnmächtig liegenbleibt.
Sally wird in der Nacht von den lichtscheuen Kreaturen angegriffen, deren Anführer der verwandelte Lord Blackwood ist, diesmal in ihrem Bett. Daraufhin bestellt Alex einen Psychiater, der als Ursache der Probleme vermeintlich durch die häusliche Situation ausgelöste Fantasien ausmacht und ihr Medikamente verschreibt. Kim, die vermutet, dass mehr hinter der Geschichte steckt als die Fantasien eines Kindes, besucht Harris im Krankenhaus, dieser verrät ihr, dass in der örtlichen Bibliothek unveröffentlichte Kunst von Emerson Blackwood zu finden ist. Der Bibliothekar beschreibt die Kreaturen auf den Bildern Blackwoods als eine Art Zahnfeen, die gelegentlich Menschen in eine der ihren verwandeln. Währenddessen wird Sally, die ein Bad nimmt, erneut attackiert, kann aber von Mrs. Underhill befreit werden. Kim findet ein bislang unentdecktes Wandgemälde im Keller, das die Entführung von Blackwoods Sohn durch die Kreaturen zeigt. Bei der Feier zur fertiggestellten Renovierung des Hauses wird Sally in der Bibliothek von den Kreaturen überfallen, kann diese aber mit dem Blitz ihrer Kamera abwehren und eine Kreatur töten.
Alex, Kim und Sally versuchen von dem Anwesen zu fliehen. Während sie Auto und Gepäck vorbereiten, werden sie von den Kreaturen angegriffen und überwältigt. Als Sally aufwacht, ist sie gefesselt und die Kreaturen beginnen damit, sie in den Keller zu ziehen, um sie in eine der ihren zu verwandeln. Kim wacht auf und kann Sally befreien, wird aber in den Seilen gefangen und bricht sich beide Beine. Die Kreaturen reißen Kim in die Aschegrube hinab, woraufhin die aufgelöste Sally die Kreatur mit einer Lampe zerquetscht, die ehemals Lord Blackwood gewesen war. Zusammen mit ihrem hinzugekommenen Vater trauert sie um Kim.
Einige Zeit später kehren die beiden zum Anwesen zurück, um eine Zeichnung Sallys zurückzulassen, die sie und Kim zeigt. Diese Zeichnung wird etwas später vom Wind in die nun fest verschlossene Aschegrube gesogen. In der Höhle kann die nun verwandelte Kim die anderen Kreaturen davon überzeugen, nicht sofort an die Oberfläche zurückzukehren, sondern auf neue Bewohner zu warten, da sie „alle Zeit der Welt“ hätten.

## Entstehung und Veröffentlichung
| Figur                 | Darsteller     | Deutscher Sprecher |
| --------------------- | -------------- | ------------------ |
| Sally Hurst           | Bailee Madison | Celina Gaschina    |
| Kim Raphael           | Katie Holmes   | Dascha Lehmann     |
| Alex Hurst            | Guy Pearce     | Viktor Neumann     |
| William Harris        | Jack Thompson  | Bert Franzke       |
| Charles Jacoby        | Alan Dale      | Bodo Wolf          |
| Mrs. Underhill        | Julia Blake    | Kornelia Boje      |
| Emerson Blackwood     | Garry McDonald | Rainer Gerlach     |
| Psychiater            | Nicholas Bell  | Oliver Siebeck     |
| Bibliothekar          | James Mackay   | Nico Mamone        |
| Joanne, Sallys Mutter | Abbe Holmes    | Antje von der Ahe  |

Der Comiczeichner Troy Nixey hatte Guillermo del Toro um Rat bezüglich des Kurzfilms Latchkey's Lament gebeten, woraufhin Del Toro ihm anbot, zum ersten Mal die Regie in diesem Film zu übernehmen. Bei der Gestaltung des Aussehens der feenähnlichen Kreaturen ließ Nixey sich von Nacktmullen inspirieren.
Guillermo del Toro verfiel durch den Autoren Arthur Machen auf den Gedanken, die Kreaturen feenähnlich zu gestalten.
Don’t Be Afraid of the Dark wurde von Miramax produziert und von FilmDistrict veröffentlicht. Obwohl eine PG-Altersfreigabe angestrebt war, wurde der Film als Restricted (R) eingestuft. Die Veröffentlichung war zunächst für den 21. Januar 2011 geplant, wurde aber aufgrund des Verkaufs von Miramax durch Disney bis zur Beendigung des Prozesses pausiert. Schließlich wurde er am 26. August 2011 veröffentlicht. Troy Nixey stellte den Film außerdem auf der San Diego Comic-Con International 2010 vor.
Der Film wurde am 3. Januar 2012 in den USA von Sony Pictures Home Entertainment auf DVD veröffentlicht, am 3. Mai 2012 in Deutschland.

## Kritik
Don’t Be Afraid of the Dark erhielt ein durchwachsenes Presseecho, was sich auch in den Auswertungen US-amerikanischer Aggregatoren widerspiegelt. So erfasst Rotten Tomatoes mehrheitlich wohlwollende Besprechungen und ordnet den Film dementsprechend als „Frisch“ ein. Laut Metacritic fallen die Bewertungen im Mittel „Gemischt oder Durchschnittlich“ aus.
Özkan Cira von Filmstarts bewertete Don’t Be Afraid of the Dark urteilte, Regisseur Troy Nixen liefere „[ü]ber weite Strecken [den] atmosphärischen ‚Haunted House‘-Grusel fernab routinierter Effekthascherei“, dennoch folge „auf atmosphärische Bilder und wohlige Suspense […] die Ernüchterung“.

„Der Zuschauer ist so eingenommen vom spürbaren Grauen, dass er viele der entgeisterndsten Fragen einfach übersieht[.] Die Filmemacher hätten die Handlung wohl besser in der Vergangenheit verortet[, aber] Madisons einsame, verängstigte Darstellung zusammen mit der dräuenden Atmosphäre von Nixey und Kameramann Oliver Stapleton versorgt Don't Be Afraid of the Dark mit all der benötigten Munition.“